# 崇慶州文廟
崇慶州文廟位於四川省崇州市崇阳街道，位于罨画池南部，是四川地区保存最完好的文庙建筑群之一，始建于明洪武年间，后毁于战火，现存建筑大都为清康熙年间重建，总建筑面积2400m²。州文庙南起文庙街，北至罨画池南岸，建筑沿长约500m的南北轴线布置，由南到北依次为三牌坊、月儿池、照壁、仪门、棂星门、鼓乐亭、泮池、戟门、大成殿、钟鼓楼、启圣殿、尊经阁，另外罨画亭与池北半亭也位于此轴线上。
1991年4月16日公佈為四川省第三批文物保護單位。2001年6月25日公布为第五批全国重点文物保护单位（罨画池子项）。